# Congo The Movie: Descent into Zinj
Congo The Movie: Descent into Zinj est un jeu vidéo d'aventure développé par Viacom New Media et édité par Funsoft, sorti en 1995 sur Windows et Mac.
Il est adapté du film Congo, tiré du roman du même nom de Michael Crichton. Un autre jeu adapté du film est sorti sur Saturn : Congo The Movie: The Lost City of Zinj.

## Accueil
- PC Team : 90 %[1]